# Otomicosi
L'otomicosi és un terme mèdic que s'empra per nomenar les infeccions de la pell del conducte auditiu extern (és dir otitis externes) causades per fongs. Els bacteris són els principals causants d'infeccions de l'orella externa, i els segueixen els fongs, que causen infeccions importants tant en persones inmunosuprimides com immunocompetents. Poden ser infeccions agudes com poden ser cròniques.

## Epidemiologia
L'otomicosis representa un 10% de totes les otitis externes i afecta qualsevol edat, raça i sexe. En edats majors de 50 anys, predomina en les dones més que en els homes. Certes condicions i malalties com èczema, seborrea, l'ús perllongat de gotes antibiòtiques i la psoriasi afavoreixen que el fong s'estableixi patològicament en l'orella.

## Etiologia
La causa més freqüent d'infecció per fong de l'orella externa és per Aspergillus (80-90%) seguit de Candida.

## Manifestacions clíniques
Pruïja, descamació i exsudació purulenta que provoca una otorrea densa i cremosa i una hipoacúsia (disminució de l'oïda, per l'obstrucció del conducte). El gratat per la picor i la sensació de cos estrany produeix eritema, edema, excoriacions, crostes i fissures en el conducte auditiu. En avançar la infecció es troben dificultats per mastegar, tinnitus. Llavors no és estrany que apareguin adenopaties dels ganglis limfàtics regionals. El desbridament produeix material de diversos colors (negre, gris, verd blavós, groc).

## Diagnòstic
Al diagnòstic de certesa s'arriba amb una combinació de l'exploració física i l'examen micològic de material obtingut del conducte auditiu extern. La presència d'hifes, conidiòfors i conidis suggereix la presència de fongs, especialment Aspergillus. El cultiu a temperatura ambient en un medi de cultiu d'agar Sabouraud o agar glucosat amb antibacterians produirà colònies planes, polsoses i envellutades de color negre, verd o groguenc confirma la infecció per A. niger, A. fumigatus i A. flavus respectivament.

## Risc
Factors de risc que creen l'oportunitat d'infecció: 
- Penetració predilecta per llocs humits (climes temperats i èpoques humides).
- Neteja excessiva del cerumen de les orelles.
- Hàbit d'introduir materials en l'orella.
- Utilització d'equips que tapen l'orella (cascos, taps, aparells auditius, etc.).

## Tractament
Els pacients amb otitis externa fúngica no invasiva han de ser tractats amb neteja intensa i antifúngics tòpics. Antifúngics tòpics, com ara clotrimazol, miconazol, bifonazol, ciclopiroxolamina i tolnaftat, són opcions potencialment segures per al tractament de l'otomicosi, especialment en pacients amb un timpà perforat. Com que no estan comercialitzats a l'estat espanyol, cal una formulació magistral: clotrimazol a l'1% o, com a segona opció (ja que no és activa contra l'Aspergillus), la nistatina (100mg + ClNa al 0,9% + aigua destil·lada c.s.p. 15ml) 2g/6-8h. També són útils les fórmules d'alcohol boricat de 70º en saturació (àcid bòric 1g amb etanol al 70% c.s.p. 20ml), l'àcid acètic al 3% o la solució de Burow (però en una dilució de sols el 5% d'acetat d'alumini, que no hauria d'utilitzar-se en cas de perforació timpànica).
Els medicaments orals triazòlics, com l'itraconazole són eficaços davant Candida i Aspergillus, amb bona penetració de l'os i el sistema nerviós central.